# David Crowder Band
David Crowder Band (estilizado como David Crowder*Band) fue una banda de rock y adoración cristiana.

## Historia
David Crowder Band se formó en 1996 en Waco, Texas.
En 2012 anunciaron su separación, continuando David Crowder como solista y algunos miembros formaron la banda The Digital Age.

## Miembros
- David Crowder, vocalista y tecladista.
- Jack Parker, guitarrista.
- Mike Dodson, bajista.
- Mike Hogan, violinista y tecladista.
- Jeremy "B-Wack" Bush, percusiones.
- Mark Waldrop, guitarrista.
- Jason Solley, guitarrista hasta el 2006.
- Taylor Johnson, guitarrista hasta el 2007.

## Discografía

### Álbumes
- Pour Over Me (1996)
- All I Can Say (1998)
- Can You Hear Us? (2002)
- Illuminate (2003)
- A Collision (2005)
- Remedy (2007)
- Remedy Club Tour (2008)
- Church Music (2009)
- Give Us Rest (2012)
- All This for a King: The Essential Collection (2013)

### EP
- The Green CD (2002)
- The Yellow CD (2003)
- The Lime CD (2004)
- Sunsets & Sushi (2005)
- B Collision (2006)
- The Acoustic Songs (2009)